# 1816 en santé et médecine
| Années de la santé et de la médecine : 1813 - 1814 - 1815 - 1816 - 1817 - 1818 - 1819    |
| Décennies de la santé et de la médecine : 1780 - 1790 - 1800 - 1810 - 1820 - 1830 - 1840 |

Cet article présente les faits marquants de l'année 1816 en santé et médecine.

## Événements

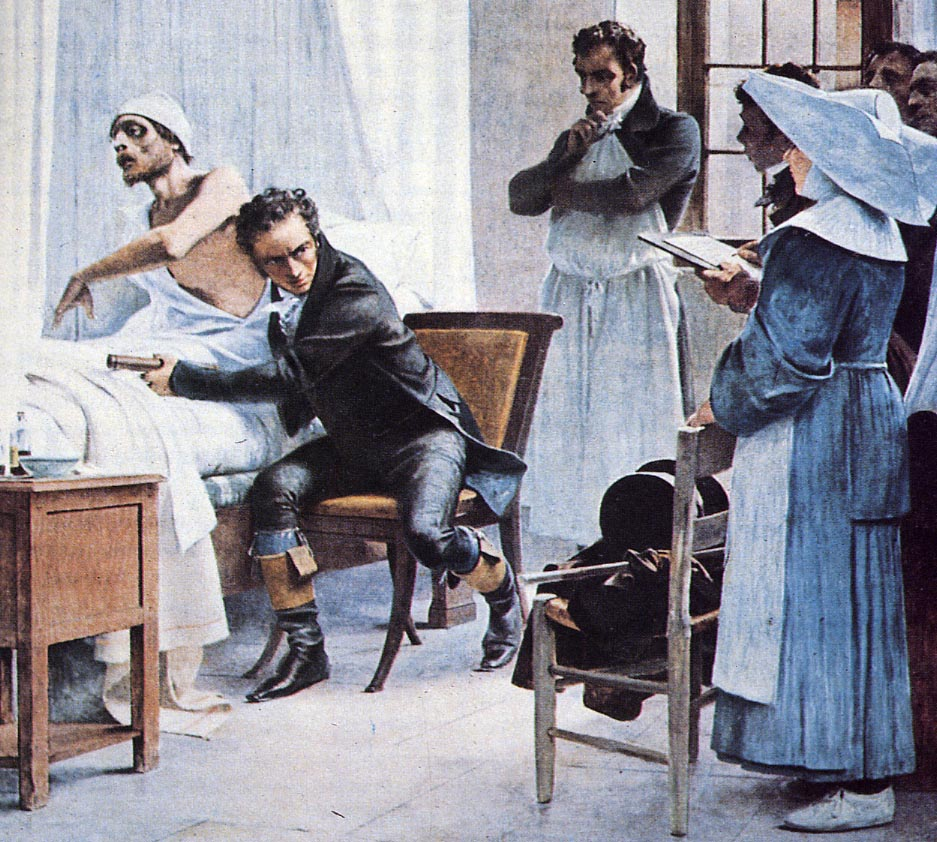
Laennec en 1816
par Théobald Chartran

- 17 février : selon la tradition, c'est à cette date que Laennec aurait inventé l'auscultation médiate, dont il donnera la première description manuscrite l'année suivante, le 8 mars 1817[2]. Il ausculte pour la première fois un malade avec un simple rouleau de papier ficelé qui permet d’éloigner l’oreille du médecin de son patient pour des raisons de pudeur. Il appelle cet instrument médical d'abord sommaire « cylindre », puis « pectoriloque » et enfin stéthoscope, perfectionnant son invention en un cylindre démontable en buis, dont l’usage est attesté en mars 1817. Il fonde ainsi une nouvelle pratique qui permet d’analyser les bruits corporels internes et de les relier à des lésions anatomiques, ce qui se révèle particulièrement utile pour le diagnostic des maladies respiratoires, dont la phtisie ou tuberculose. En février 1818, il présente ses découvertes dans un discours à l’Académie des sciences, et en 1819, il publie son Traité d’auscultation médiate où il classe les bruits émis dans le thorax.
- 4 septembre[3] : Laennec est nommé à l'hôpital Necker[4].

## Publication
- A.-É.-C. Lœuillart-d'Avrigni, L'Art de formuler, d'après l'état actuel de la science[5].

## Naissances
- 30 avril : Félix Giraud-Teulon (mort en 1887), médecin français[6].
- 28 juillet : Théophile Roussel (mort en 1903), médecin, homme politique et philanthrope français.
- 8 août : Filippo Parlatore (mort en 1877), médecin et botaniste italien.
- 5 septembre : Charles Lasègue (mort en 1883), psychiatre français.
- 13 septembre : Lucien Leclerc (mort en 1893), médecin militaire, traducteur et historien de la médecine arabe[7],[8].
- 15 octobre : Antoine Béchamp (mort en 1908), médecin, chimiste et pharmacien français.

## Décès
- 15 janvier : Jacques Tenon (né en 1724), chirurgien français, précurseur de la médecine sociale[9].
- 16 janvier : Anselme Jourdain (né en 1731), chirurgien dentiste français.
- 14 mars : Jean-François Barailon (né en 1743), médecin et homme politique français[10].